# Dezoksiribodipirimidinska foto-lijaza
Dezoksiribodipirimidinska foto-lijaza (EC 4.1.99.3, fotoreaktivacioni enzim, DNK fotolijaza, DNK-fotoreaktivacioni enzim, DNK ciklobutan dipirimidinska fotolijaza, DNK fotolijaza, dezoksiribonukleinska fotolijaza, dezoksiribodipirimidinska fotolijaza, fotolijaza, PRE, PhrB fotolijaza, dezoksiribonukleinska ciklobutan dipirimidinska fotolijaza, phr A fotolijaza, dipirimidinska fotolijaza (fotosenzitivna), dezoksiribonukleat pirimidin dimerna lijaza (fotosenzitivna)) je enzim sa sistematskim imenom dezoksiribociklobutadipirimidin pirimidin-lijaza. Ovaj enzim katalizuje sledeću hemijsku reakciju
ciklobutadipirimidin (u DNK) {\displaystyle \rightleftharpoons } 2 pirimidinski ostaci (u DNK)
Ovaj enzim je flavoprotein (FAD).

## Literatura
- Nicholas C. Price; Lewis Stevens (1999). Fundamentals of Enzymology: The Cell and Molecular Biology of Catalytic Proteins (Third изд.). USA: Oxford University Press. ISBN 019850229X.
- Eric J. Toone (2006). Advances in Enzymology and Related Areas of Molecular Biology, Protein Evolution (Volume 75 изд.). Wiley-Interscience. ISBN 0471205036.
- Branden C; Tooze J. Introduction to Protein Structure. New York, NY: Garland Publishing. ISBN 0-8153-2305-0.
- Irwin H. Segel. Enzyme Kinetics: Behavior and Analysis of Rapid Equilibrium and Steady-State Enzyme Systems (Book 44 изд.). Wiley Classics Library. ISBN 0471303097.

## Spoljašnje veze
- Deoxyribodipyrimidine+photo-lyase на 